# Parc national de Pyriatyn
Le parc national de Pyriatyn  (en ukrainien : Пирятинський національний природний парк) est un  parc national de l'oblast de Poltava situé à l'est de Kiev en l'Ukraine.

## Histoire
Le 11 décembre 2009, le décret présidentiel consacre la réserve naturelle.

## Géographie
Le parc se trouve autour de la Oudaï affluent du Dniepr.

## En images

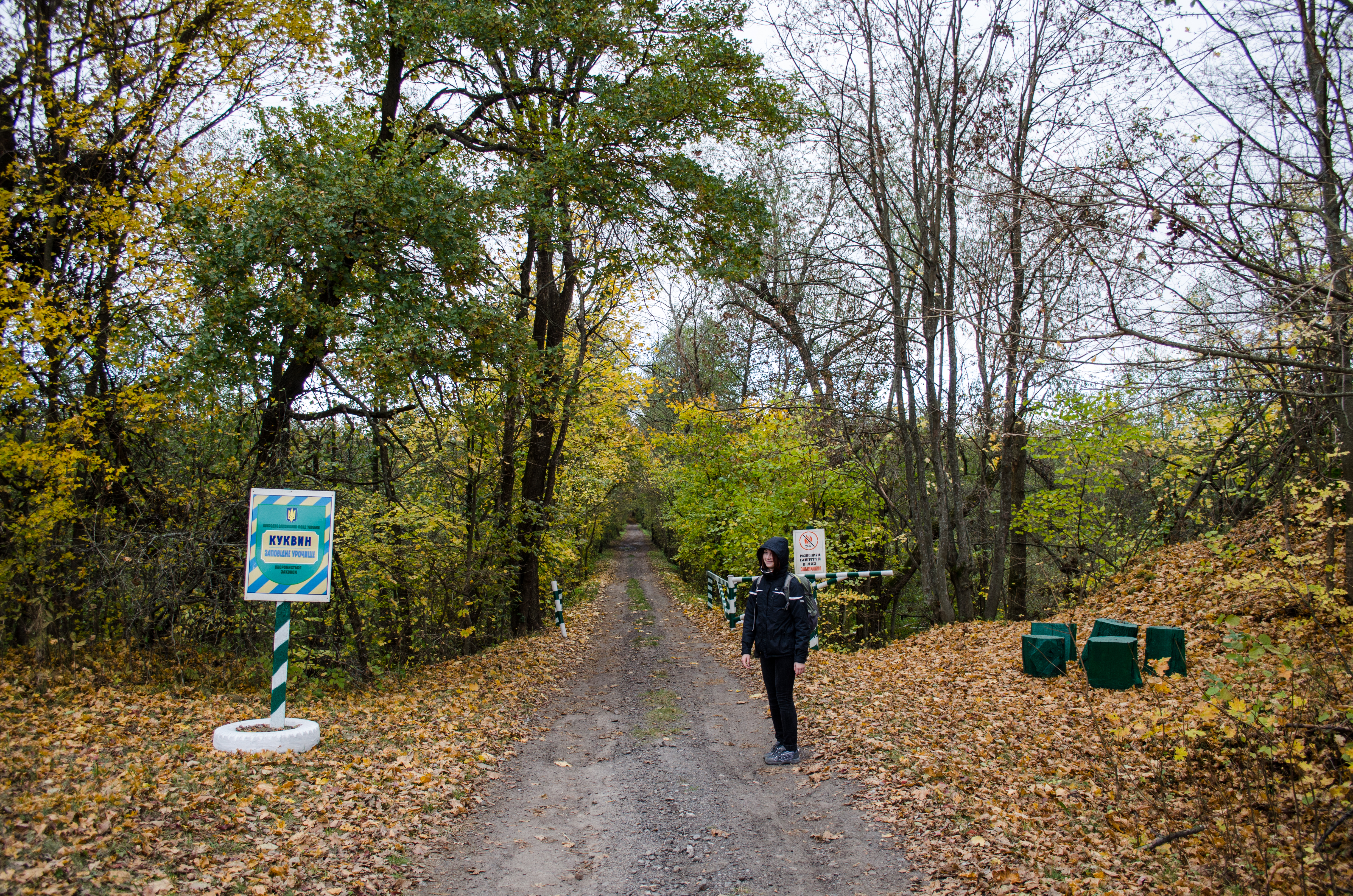
Koukvin, classé[1],
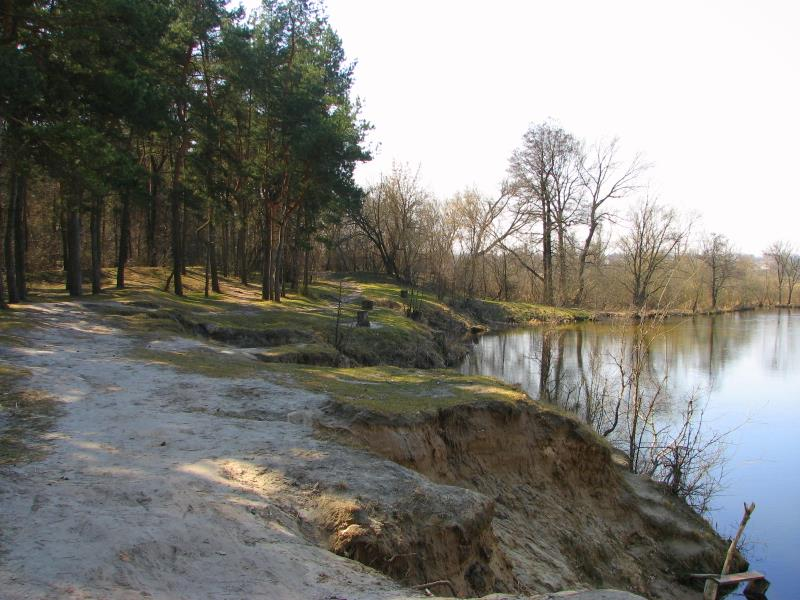
île de Mazalaki, classé[2],
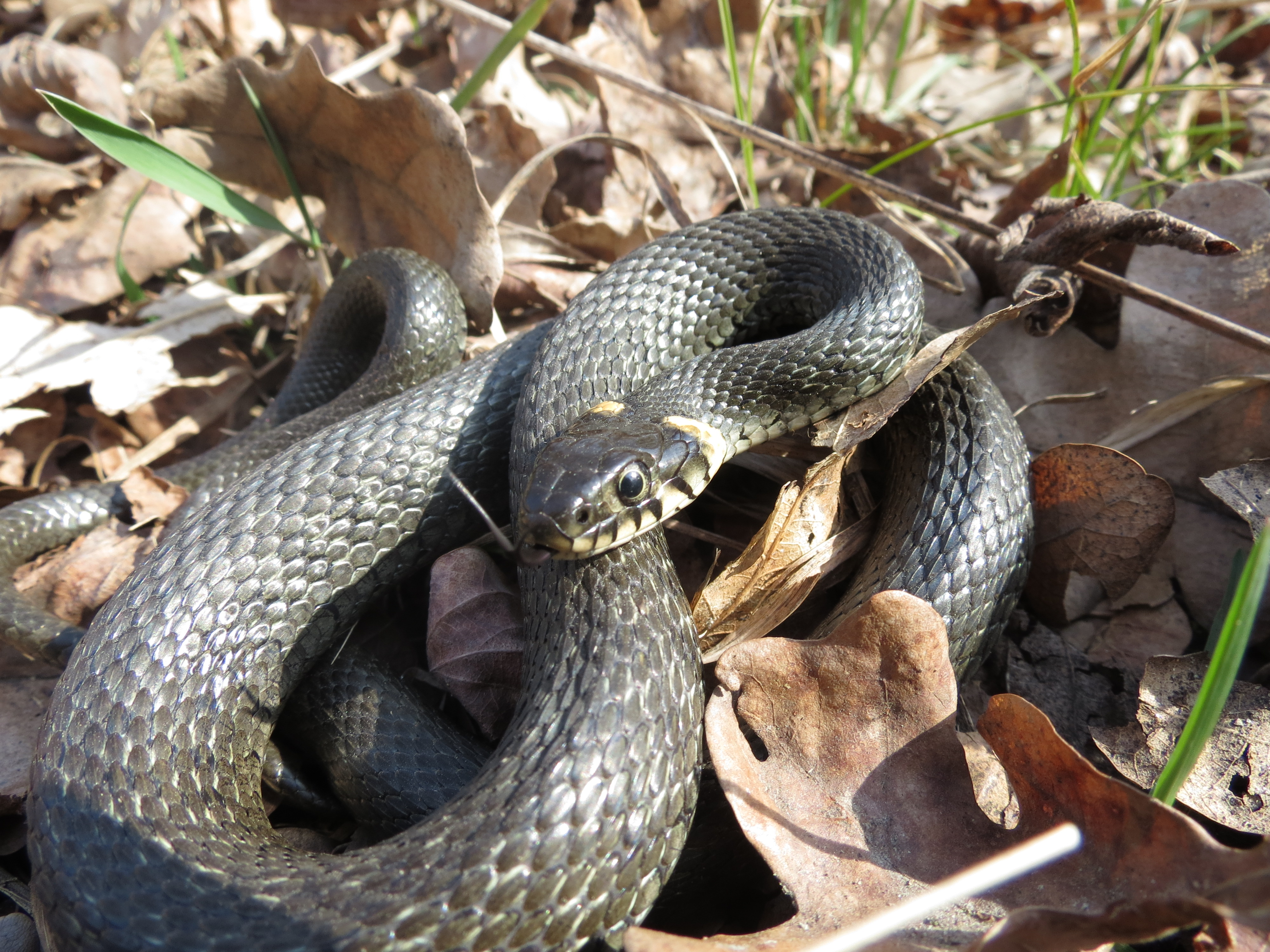
faune, serpent,
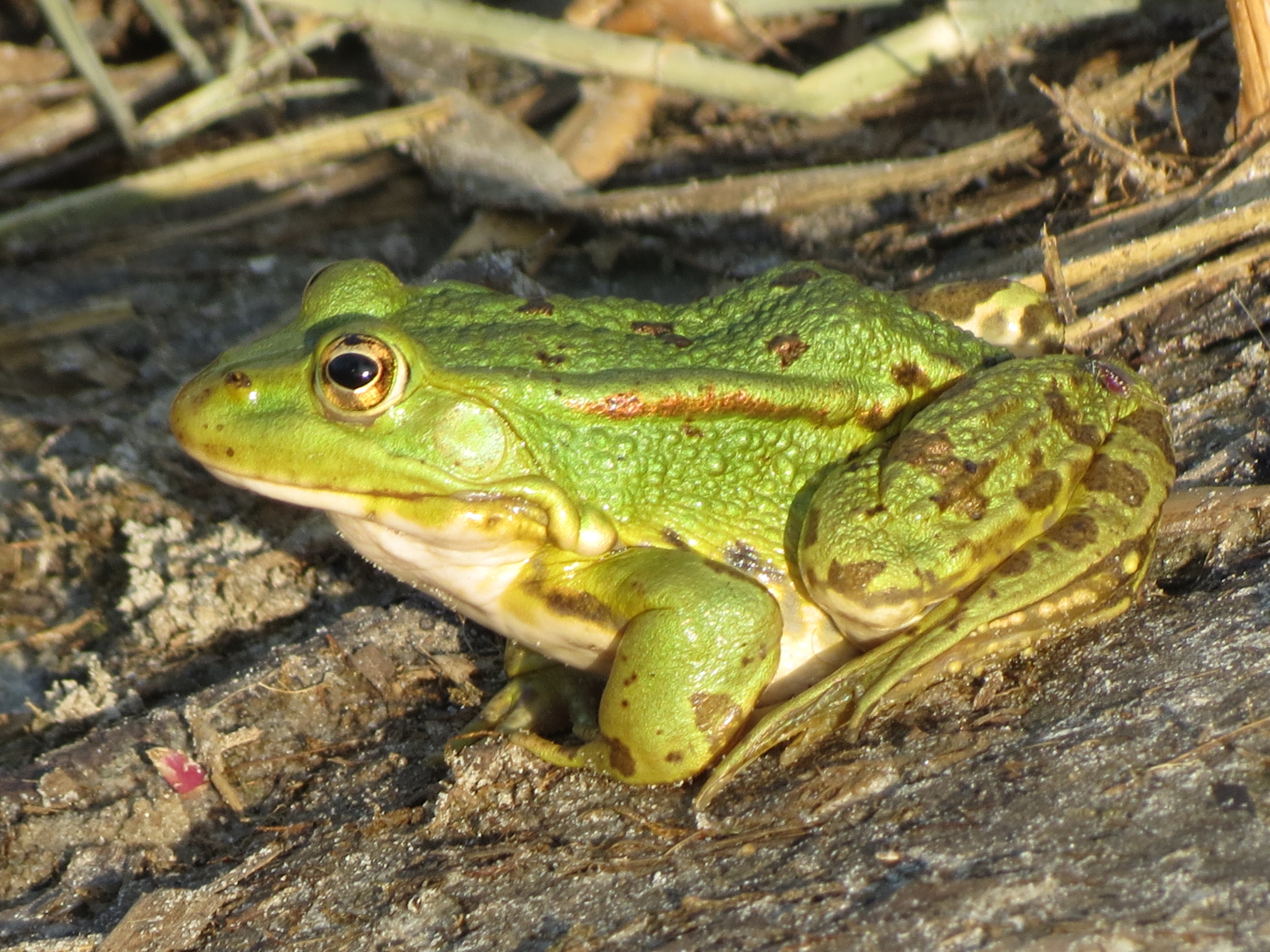
grenouille,
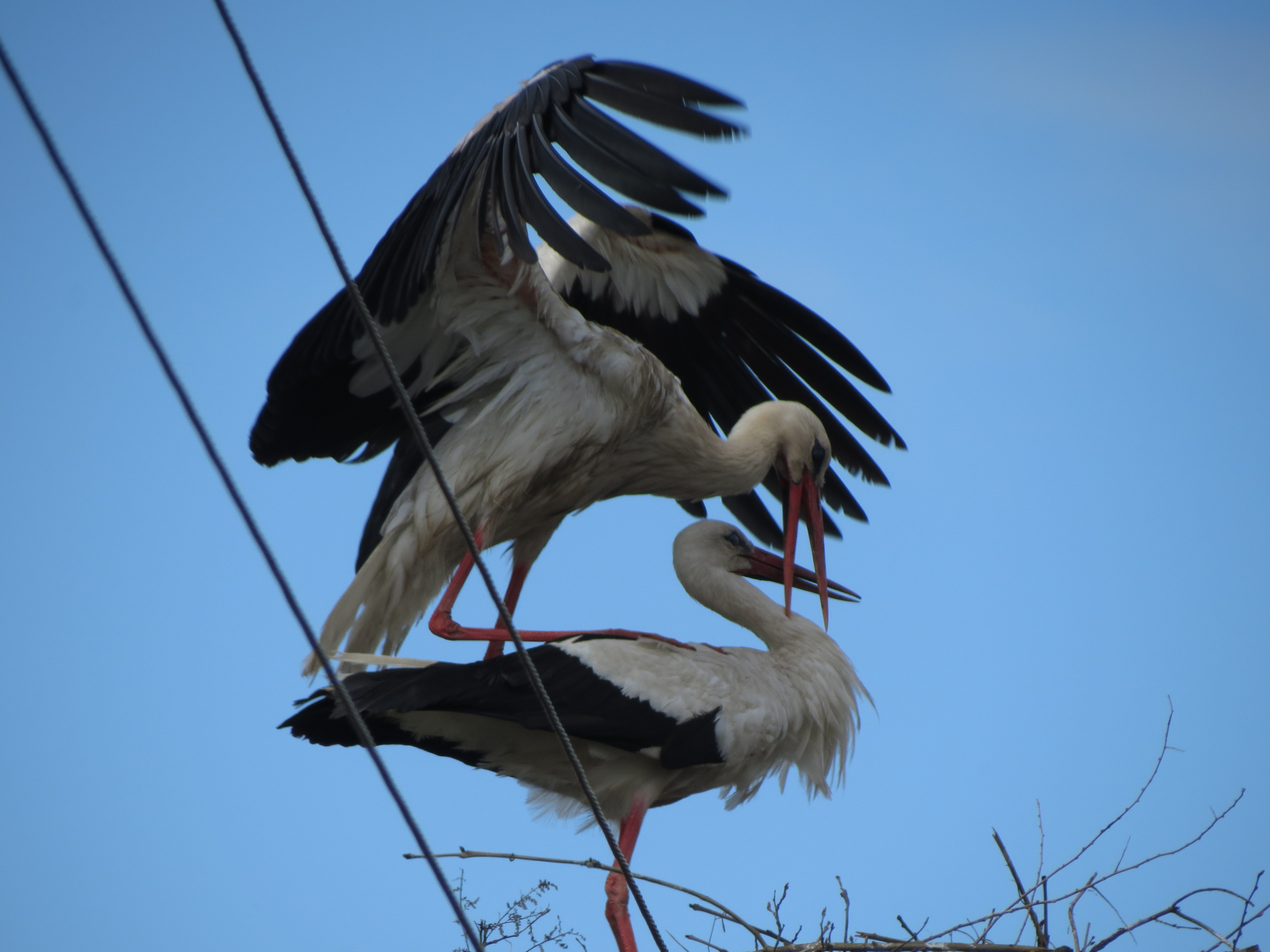
cigogne nidifiant.